# JamsCollection
JamsCollection (jap. ジャムズ コレクション) – japońska grupa idolek, która zadebiutowała 3 marca 2021 roku. Jest wspólnym projektem agencji rozrywkowej RIZE Production i LIVE PLANET.

## Nazwa
Nazwa grupy JamsCollection ma oznaczać, że grupa „jest wypełniona wszystkimi uroczymi i fajnymi rzeczami, które wszyscy kochają”, ma na celu być grupą kochaną przez szerokie grono ludzi, niezależnie od płci.

## Historia
29 marca 2020 roku LIVE PLANET ogłasza przeprowadzenie kompleksowego przesłuchania idolek. Do grupy dołącza Mizuki Tsushiro, która występowała w Akishibu Project. Również magazyn MARQUEE dołączył się do rekrutacji członkiń nowej grupy, aby wesprzeć jej działania. 28 lipca po przesłuchaniu LIVE PLANET ogłoszono kolejne członkinie grupy. 29 września ogłoszono rozpoczęcie wspólnego projektu pomiędzy LIVE PLANET i RIZE Production. Z kolei rekrutacja członkiń w RIZE Productions odbyła się 1 października.
20 stycznia 2021 roku ogłoszono powstanie grupy JamsCollection, w której skład będzie wchodzić dziewięć członkiń: Mizuki Tsushiro, Haruka Bandou, Mirua Naruse, Koto Kagura, Sayaka Ichimiya, Asa Toyoda, Lin Hoshina, Momo Konami i Hirune Yugi oraz potwierdzono jej debiut, który odbędzie się 3 marca w Kanda Myojin Hall w Tokio. 10 sierpnia w TSUTAYA O-EAST zagrały swój pierwszy solowy koncert. 22 sierpnia grupa pojawiła się na festiwalu TIF biorąc udział w konkursie i awansując w nim do finału, w którym nagrodą jest występ na głównej scenie. Finał zaplanowany na 1 października został odwołany z powodu tajfunu, a dwa dni później na głównej scenie pojawiła się czwórka finalistów JamsCollection, Anthurium, Gunjo no Sekai i STAiNY. Wszystkie grupy wykonywały po jednej piosence. Następnie 29 sierpnia grupa pojawiła się na @JAM EXPO 2020-2021.
2 lutego 2022 roku dołączyły do wytwórni muzycznej Tokuma Japan Communications. 30 września ogłoszono, że Momo Konami, Asa Toyoda, Mirua Naruse i Hirune Yugi opuszczą grupę z powodu „poważnych naruszeń”. 2 listopada Haruka Bandou ogłosiła ukończenie grupy. 22 grudnia ogłoszono dołączenie do grupy nowych członkiń Shiony Muramochi i Sarary Minase.
15 stycznia 2023 roku grupa wystąpiła w Tokyo Dome City Hall. 9 marca Haruka Bandou odeszła z grupy. 12 czerwca ogłoszono, że do grupy dołączy nowa członkini Yume Oba.
7 stycznia 2024 ogłoszono, że koncert grupy odbędzie się w tokijskiej hali widowiskowej Nippon Budōkan. Od 12 maja do 31 lipca dziewczyny wyruszyły w trasę „JamsDrive” obejmującą pięć miast: Sendai, Fukuokę, Nagoję, Osakę i Tokio. 12 listopada odbył się koncert grupy w Nippon Budōkan. 16 listopada trzy członkinie grupy Koto Kagura, Sayaka Ichimiya i Yume Oba opuściły ją. Od tej pory JamsCollection kontynuuje jako pięcioosobowa grupa. 

## Członkinie

### Obecne
| Imię i nazwisko | Imię i nazwisko | Data urodzenia       | Miejsce urodzenia  | Narodowość | Reprezentatywny kolor | Okres przyłączenia | Uwagi | Przy.               |
| Mizuki Tsushiro | 津代 美月       | 16 października 2000 | prefektura Osaka   | Japonia    | fioletowy             | 1                  | Była członkini Lilysic Gakuen i akishibu project, w 2023 roku dołączyła do podjednostki @JAM Natsu no Tsuki wo Yumemite | [ 27 ] [ 5 ] [ 28 ] |
| Lin Hoshina     | 保科 凜         | 9 marca 2001         | Tokio              | Japonia    | szmaragdowo-zielony   | 1                  | |                     |
| Sarara Minase   | 水瀬 さらら     | 9 lutego 2000        | prefektura Gifu    | Japonia    | jasnoniebieski        | 2                  | Była członkini Boku wa Mada Shinanai, występowała jako Sarara Kamishiro (神城さらら)                                    | [ 29 ]              |
| Shion Muramochi | 村望 しおん     | 9 lutego 2003        | prefektura Saitama | Japonia    | pomarańczowy          | 2                  | |                     |
| Ruka Okonogi    | 小此木 流花     | 16 kwietnia 1998     | prefektura Gunma   | Japonia    | różowy                | 3                  | Była członkini アキシブproject, ユープラス                                                                              | [ 30 ] [ 31 ]       |

### Byłe
| Imię i nazwisko | Imię i nazwisko | Data urodzenia    | Miejsce urodzenia    | Narodowość | Reprezentatywny kolor | Okres aktywności                | Uwagi                                                                                  | Przy.         |
| Momo Konami     | 小波 もも       | 11 listopada 2001 | Tokio                | Japonia    | różowy                | 3 marca 2021 – 30 września 2022 | Była członkini POMERO i obecna Ice Nuts                                                | [ 9 ] [ 32 ]  |
| Asa Toyoda      | 豊田 あさ       | 6 lipca 2001      | prefektura Kanagawa  | Japonia    | niebieski             | 3 marca 2021 – 30 września 2022 | Obecna członkini Puella no Zettaichi, występuje jako Asa Sera (世良あさ)               | [ 2 ] [ 33 ]  |
| Mirua Naruse    | 成瀬 みるあ     | 28 września 2000  | Tokio                | Japonia    | jasnoniebieski        | 3 marca 2021 – 30 września 2022 | Obecna członkini Arakashi., występuje jako Mirua Nanase (七瀬みるあ)                   | [ 2 ] [ 34 ]  |
| Hirune Yugi     | 柚木 ひるね     | 28 sierpnia 2002  | Tokio                | Japonia    | pomarańczowy          | 3 marca 2021 – 30 września 2022 | Była członkini Zero Project                                                            | [ 2 ] [ 35 ]  |
| Haruka Bandou   | 坂東 遥         | 3 listopada 1995  | prefektura Kanagawa  | Japonia    | biały                 | 3 marca 2021 – 9 marca 2023     | Była członkini CoverGirls, po ukończeniu JamsCollection zakończyła karierę jako idolka | [ 36 ] [ 37 ] |
| Koto Kagura     | 神楽 胡音       | 13 sierpnia 2002  | prefektura Saitama   | Japonia    | czerwony              | 1                               | Była członkini My ideal                                                                | [ 38 ]        |
| Sayaka Ichimiya | 一宮 彩夏       | 29 lipca 1999     | prefektura Yamaguchi | Japonia    | żółty                 | 1                               | Była członkini 10COLOR'S, występowała jako Sayaka Miyauchi (宮内彩夏)                  | [ 39 ]        |
| Yume Oba        | 大場 結女       | 6 grudnia 2000    | prefektura Chiba     | Japonia    | niebieski             | 3                               | Była członkini Last Idol i Fujun Bungaku Shoujo Kagekidan                              | [ 40 ] [ 41 ] |

## Dyskografia

### Single
| # | Tytuł                                                                                  | Utwory | Informacje                                                            | Uwagi | Przy.  |
| - | -------------------------------------------------------------------------------------- | --- | --------------------------------------------------------------------- | --- | ------ |
| 1 | キケンなサンサンSummer! /ノーヒットノーラブ (Kiken na Sansan Summer! / No Hit No Love) | Lista utworów - Wydanie A CD 1. キケンなサンサンSummer! (Kiken na Sansan Summer!) 2. ノーヒットノーラブ (No Hit No Love) 3. アオフィルム (Ao Film) 4. キケンなサンサンSummer! -Instrumental- (Kiken na Sansan Summer! -Instrumental-) 5. ノーヒットノーラブ -Instrumental- (No Hit No Love -Instrumental-) 6. アオフィルム -Instrumental- (Ao Film -Instrumental-) - Wydanie B CD 1. キケンなサンサンSummer! (Kiken na Sansan Summer!) 2. ノーヒットノーラブ (No Hit No Love) 3. これっきりサマー (Korekkiri Summer) 4. キケンなサンサンSummer! -Instrumental- (Kiken na Sansan Summer! -Instrumental-) 5. ノーヒットノーラブ -Instrumental- (No Hit No Love -Instrumental-) 6. これっきりサマー -Instrumental- (Korekkiri Summer -Instrumental-) - Wydanie C CD 1. キケンなサンサンSummer! (Kiken na Sansan Summer!) 2. ノーヒットノーラブ (No Hit No Love) 3. コイハナビ (Koi Hanabi) 4. キケンなサンサンSummer! -Instrumental- (Kiken na Sansan Summer! -Instrumental-) 5. ノーヒットノーラブ -Instrumental- (No Hit No Love -Instrumental-) 6. コイハナビ -Instrumental- (Koi Hanabi -Instrumental-) - Wydanie specjalne 1. キケンなサンサンSummer! (Kiken na Sansan Summer!) 2. ノーヒットノーラブ (No Hit No Love) 3. アオフィルム (Ao Film) 4. これっきりサマー (Korekkiri Summer) 5. コイハナビ (Koi Hanabi) 6. キケンなサンサンSummer! -Instrumental- (Kiken na Sansan Summer! -Instrumental-) 7. ノーヒットノーラブ -Instrumental- (No Hit No Love -Instrumental-) 8. アオフィルム -Instrumental- (Ao Film -Instrumental-) 9. これっきりサマー -Instrumental- (Korekkiri Summer -Instrumental-) 10. コイハナビ -Instrumental- (Koi Hanabi -Instrumental-) | - Wydany: 14 czerwca 2022 - Dystrybucja: Tokuma Japan Communications  | Członkinie uczestniczące podczas nagrania: Haruka Bandou, Asa Toyoda, Koto Kagura, Mirua Naruse, Momo Konami, Lin Hoshina, Sayaka Ichimiya, Hirune Yugi, Mizuki Tsushiro | [ 42 ] |
| 2 | 誰かのヒーローになれたなら (Dareka no Hero ni Naretanara)                              | Lista utworów - Wydanie A CD 1. 誰かのヒーローになれたなら (Dareka no Hero ni Naretanara) 2. スキスキリフレイン (Suki Suki Refrain) 3. Ready→NOW! 4. 誰かのヒーローになれたなら -Instrumental- (Dareka no Hero ni Naretanara -Instrumental-) 5. スキスキリフレイン -Instrumental- (Suki Suki Refrain -Instrumental-) 6. Ready→NOW! -Instrumental- - Wydanie B CD 1. 誰かのヒーローになれたなら (Dareka no Hero ni Naretanara) 2. スキスキリフレイン (Suki Suki Refrain) 3. Let me down 4. 誰かのヒーローになれたなら -Instrumental- (Dareka no Hero ni Naretanara -Instrumental-) 5. スキスキリフレイン -Instrumental- (Suki Suki Refrain -Instrumental-) 6. Let me down -Instrumental- - Wydanie C CD 1. 誰かのヒーローになれたなら (Dareka no Hero ni Naretanara) 2. スキスキリフレイン (Suki Suki Refrain) 3. あらしの夜に (Arashi no Yoru ni) 4. 誰かのヒーローになれたなら -Instrumental- (Dareka no Hero ni Naretanara -Instrumental-) 5. スキスキリフレイン -Instrumental- (Suki Suki Refrain -Instrumental-) 6. あらしの夜に -Instrumental- (Arashi no Yoru ni -Instrumental-) - Wydanie cyfrowe 1. 誰かのヒーローになれたなら (Dareka no Hero ni Naretanara) 2. スキスキリフレイン (Suki Suki Refrain) 3. Ready→NOW! 4. Let me down 5. あらしの夜に (Arashi no Yoru ni) | - Wydany: 22 lutego 2023 - Dystrybucja: Japan Record                  | Członkinie uczestniczące podczas nagrania: Haruka Bandou, Mizuki Tsushiro, Koto Kagura, Sayaka Ichimiya, Lin Hoshina, Sarara Minase, Shion Muramochi                     | [ 43 ] |
| 3 | 冬空ラプソディー / トキメキ NEW WORLD (Fuyuzora Rhapsody / Tokimeki New World)         | Lista utworów - Wydanie A CD 1. 冬空ラプソディー (Fuyuzora Rhapsody) 2. トキメキ NEW WORLD (Tokimeki New World) 3. Believe in Believer 4. 冬空ラプソディー -Instrumental- (Fuyuzora Rhapsody -Instrumental-) 5. トキメキ NEW WORLD -Instrumental- (Tokimeki New World -Instrumental-) 6. Believe in Believer -Instrumental- - Wydanie B CD 1. 冬空ラプソディー (Fuyuzora Rhapsody) 2. トキメキ NEW WORLD (Tokimeki New World) 3. Xの方程式 (X no Houteishiki) 4. 冬空ラプソディー -Instrumental- (Fuyuzora Rhapsody -Instrumental-) 5. トキメキ NEW WORLD -Instrumental- (Tokimeki New World -Instrumental-) 6. Xの方程式 -Instrumental- (X no Houteishiki -Instrumental-) - Wydanie C CD 1. 冬空ラプソディー (Fuyuzora Rhapsody) 2. トキメキ NEW WORLD (Tokimeki New World) 3. フューチャーライダー (Future Rider) 4. 冬空ラプソディー -Instrumental- (Fuyuzora Rhapsody -Instrumental-) 5. トキメキ NEW WORLD -Instrumental- (Tokimeki New World -Instrumental-) 6. フューチャーライダー -Instrumental- (Future Rider -Instrumental-) | - Wydany: 21 lutego 2024 - Dystrybucja: Tokuma Japan Communications   | Członkinie uczestniczące podczas nagrania: Mizuki Tsushiro, Koto Kagura, Sayaka Ichimiya, Lin Hoshina, Sarara Minase, Shion Muramochi, Ruka Okonogi, Yume Oba            | [ 44 ] |
| 4 | ドキドキシャッターチャンス (Dokidoki Shutter Chance)                                   | Lista utworów - Wydanie A CD 1. 涙、ふわり。 (Namida, Fuwari.) 2. ナツソラ (Natsusora) 3. 涙、ふわり。 -Instrumental- (Namida, Fuwari. -Instrumental-) 4. ナツソラ -Instrumental- (Natsusora -Instrumental-) - Wydanie B CD 1. 涙、ふわり。 (Namida, Fuwari.) 2. LOVEです。 (Love Desu) 3. 涙、ふわり。 -Instrumental- (Namida, Fuwari. -Instrumental-) 4. LOVEです。 -Instrumental- (Love Desu -Instrumental-) - Wydanie C CD 1. 涙、ふわり。 (Namida, Fuwari.) 2. ドキドキシャッターチャンス (Doki-Doki Shutter Chance) 3. 涙、ふわり。 -Instrumental- (Namida, Fuwari. -Instrumental-) 4. ドキドキシャッターチャンス -Instrumental- (Doki-Doki Shutter Chance -Instrumental-) | - Wydany: 25 września 2024 - Dystrybucja: Tokuma Japan Communications | Członkinie uczestniczące podczas nagrania: Mizuki Tsushiro, Koto Kagura, Sayaka Ichimiya, Lin Hoshina, Sarara Minase, Shion Muramochi, Ruka Okonogi, Yume Oba            | [ 45 ] |

### Minialbum
| # | Tytuł        | Utwory | Informacje                                                            | Uwagi | Przy.  |
| - | ------------ | --- | --------------------------------------------------------------------- | --- | ------ |
| 1 | JamMode      | Lista utworów - Wydanie A 1. 疾走ドリーマー (Shissou Dreamer) 2. あの日のメリーゴーランド (Ano Hi no Merry-go-round) 3. 愛你 (Aini) 4. プラネットナイン (Planet Nine) 5. スニーカーヒーロー (Sneaker Hero) 6. Shooting Star 7. NEW ERA PUNCH!! 8. 最先端フォーミュラー (Saisentan Formula) - Wydanie B 1. 疾走ドリーマー (Shissou Dreamer) 2. あの日のメリーゴーランド (Ano Hi no Merry-go-round) 3. 愛你 (Aini) 4. プラネットナイン (Planet Nine) 5. スニーカーヒーロー (Sneaker Hero) 6. Shooting Star 7. NEW ERA PUNCH!! 8. サマサマサマーはアゲアゲで! (Sama Sama Summer wa Ageage de!) - Wydanie C 1. 疾走ドリーマー (Shissou Dreamer) 2. あの日のメリーゴーランド (Ano Hi no Merry-go-round) 3. 愛你 (Aini) 4. プラネットナイン (Planet Nine) 5. スニーカーヒーロー (Sneaker Hero) 6. Shooting Star 7. NEW ERA PUNCH!! 8. サマーポップ (Summer Pop) | - Wydany: 2 lutego 2022 - Dystrybucja: Tokuma Japan Communications    | Członkinie uczestniczące podczas nagrania: Haruka Bandou, Asa Toyoda, Koto Kagura, Mirua Naruse, Momo Konami, Lin Hoshina, Sayaka Ichimiya, Hirune Yugi, Mizuki Tsushiro | [ 1 ]  |
| 2 | Jam Vacation | Lista utworów - Wydanie A CD 1. 夏ときめいちゃいマッスル! (Natsu Tokimeichai Muscle!) 2. 独占オンステージ (Dokusen On Stage) 3. ソモサンセッパ (Somosanseppa) 4. 君色花火 (Kimiiro Hanabi) 5. 青いペディキュア (Aoi Pedicure) 6. 矛盾してる。 (Mujun Shiteru.) - Wydanie B CD 1. 夏ときめいちゃいマッスル! (Natsu Tokimeichai Muscle!) 2. 独占オンステージ (Dokusen On Stage) 3. ソモサンセッパ (Somosanseppa) 4. 君色花火 (Kimiiro Hanabi) 5. 青いペディキュア (Aoi Pedicure) 6. 片道切符のかくれんぼ (Katamichi Kippu no Kakurenbo) - Wydanie C CD 1. 夏ときめいちゃいマッスル! (Natsu Tokimeichai Muscle!) 2. 独占オンステージ (Dokusen On Stage) 3. ソモサンセッパ (Somosanseppa) 4. 君色花火 (Kimiiro Hanabi) 5. 青いペディキュア (Aoi Pedicure) 6. アンデッド・ラブストーリー (Undead Love Story) - Wydanie specjalne 1. 夏ときめいちゃいマッスル! (Natsu Tokimeichai Muscle!) 2. 独占オンステージ (Dokusen On Stage) 3. ソモサンセッパ (Somosanseppa) 4. 君色花火 (Kimiiro Hanabi) 5. 青いペディキュア (Aoi Pedicure) 6. 矛盾してる。 (Mujun Shiteru.) 7. 片道切符のかくれんぼ (Katamichi Kippu no Kakurenbo) 8. アンデッド・ラブストーリー (Undead Love Story) | - Wydany: 27 września 2023 - Dystrybucja: Tokuma Japan Communications | Członkinie uczestniczące podczas nagrania: Mizuki Tsushiro, Koto Kagura, Sayaka Ichimiya, Lin Hoshina, Sarara Minase, Shion Muramochi, Ruka Okonogi, Yume Oba            | [ 46 ] |

### Cyfrowy album
| # | Tytuł                                 | Utwory | Informacje                                                         | Uwagi | Przy.  |
| - | ------------------------------------- | --- | ------------------------------------------------------------------ | --- | ------ |
| 1 | ジャムズセレクション (Jams Selection) | Lista utworów 1. smile×smile 2. 最先端フォーミュラー (Saisentan Formula) 3. 絶対必勝ラブゲーム (Zettai Hisshou Love Game) 4. サマーポップ (Summer Pop) 5. ストーリーハイライト (Story Highlight) 6. サマサマサマーはアゲアゲで! (Sama Sama Summer wa Ageage de!) 7. Brand new story 8. NEW ERA PUNCH!! | - Wydany: 26 lipca 2021 - Dystrybucja: Tokuma Japan Communications | Członkinie uczestniczące podczas nagrania: Haruka Bandou, Asa Toyoda, Koto Kagura, Mirua Naruse, Momo Konami, Lin Hoshina, Sayaka Ichimiya, Hirune Yugi, Mizuki Tsushiro | [ 47 ] |